# První vláda Waleryho Sławka
První vláda Waleryho Sławka  byla vládou Druhé Polské republiky pod vedením premiéra Waleryho Sławka. Kabinet byl jmenován prezidentem Ignacym Mościckým 29. března 1930 po demisi předchozí páté Bartelovy vlády a několikatýdenním vyjednávání, během něhož byli pověření sestavením vlády Julian Szymański a Jan Piłsudski. Kabinet podal demisi po necelých pěti měsících fungování 23. srpna 1930.
Vláda měla v den jmenování takřka identické složení jako předchozí kabinet - ke změně došlo jen na postech premiéra a ministra spravedlnosti. Výběr Waleryho Sławka na post premiéra byl v Sejmu vnímaný jako výzva od Józefa Piłsudského, jenž byl s parlamentem téměř neustále v konfliktu. pogodzenia byl známý jako oddaný stoupenec Piłsudského a příznivce vlády silné ruky. Vztahy mezi sanačním táborem a opozicí se během působení vlády zhoršily. V červnu 1930 se v Krakově odehrála velká protivládní demonstrace, která vládní tábor zaskočila a očekávala státní převrat. Sławek odstoupil a v čele nové vlády stanul samotný Józef Piłsudski. Prezident Ignacy Mościcki rozpustil Sejm i Senát a vyhlásil nové volby. Řada opozičních členů parlamentu pak byla pozatýkána, protože podle vlády po rozpuštění parlamentu nedisponovali imunitou.

## Složení vlády
| Portfej                                    | Ministr / člen vlády           | Strana    | Nástup do úřadu | Odchod z úřadu |
| ------------------------------------------ | ------------------------------ | --------- | --------------- | -------------- |
| Předseda vlády                             | Walery Sławek                  | BBWR      | 29. března 1929 | 23. srpna 1930 |
| Ministr vnitra                             | Henryk Józewski                | nestraník | 29. března 1929 | 3. června 1930 |
| Ministr vnitra                             | Felicjan Sławoj Składkowski    | nestraník | 3. června 1930  | 23. srpna 1930 |
| Ministr zahraničí                          | August Zaleski                 | nestraník | 29. března 1929 | 23. srpna 1930 |
| Ministr vojenství                          | Józef Piłsudski                | nestraník | 29. března 1929 | 23. srpna 1930 |
| Ministr spravedlnosti                      | Stanisław Car                  | BBWR      | 29. března 1929 | 23. srpna 1930 |
| Ministr náboženství a veřejného vzdělávání | Sławomir Czerwiński            | BBWR      | 29. března 1929 | 23. srpna 1930 |
| Ministr pokladu                            | Ignacy Matuszewski (úřadující) | BBWR      | 29. března 1929 | 23. srpna 1930 |
| Ministr průmyslu a obchodu                 | Eugeniusz Kwiatkowski          | nestraník | 29. března 1929 | 23. srpna 1930 |
| Ministr zemědělství                        | Leon Janta Połczyński          | BBWR      | 29. března 1929 | 23. srpna 1930 |
| Ministr zemědělských reforem               | Witold Staniewicz              | BBWR      | 29. března 1929 | 23. srpna 1930 |
| Ministr veřejných prací                    | Maksymilian Matakiewicz        | nestraník | 29. března 1929 | 23. srpna 1930 |
| Ministr práce a sociální péče              | Aleksander Prystor             | BBWR      | 29. března 1929 | 23. srpna 1930 |
| Ministr komunikací                         | Alfons Kühn                    | BBWR      | 29. března 1929 | 23. srpna 1930 |
| Ministr pošt a telegrafů                   | Ignacy Boerner                 | nestraník | 29. března 1929 | 23. srpna 1930 |